# روبرت إتش هوبكينز
روبرت إتش هوبكينز (بالإنجليزية: Robert H. Hopkins)‏ هو محامي أمريكي، ولد في 22 مارس 1902 في ورسستر في الولايات المتحدة، وتوفي في 16 يناير 1968.